# Hammarhagen
Hammarhagen är en bebyggelse sydost om Sala gruva och söder om Sala i Sala kommun. Sedan 2020 avgränsar SCB här en småort. Bebyggelsen klassades av SCB från 1990 till 2015 som en del av bebyggelsen i tätorten Sala. Vid avgränsningen 2015 låg bebyggelsen utanför tätorten men kvalificerade sig inte för att klassas som småort, vilka krav dock uppfylldes vid avgränsningen 2020. 